# Muscles épicondyliens latéraux
 (signalé en juillet 2025).
Si vous disposez d'ouvrages ou d'articles de référence ou si vous connaissez des sites web de qualité traitant du thème abordé ici, merci de compléter l'article en donnant les références utiles à sa vérifiabilité et en les liant à la section « Notes et références ».
- Archive Wikiwix
- Bing
- Cairn
- DuckDuckGo
- E. Universalis
- Gallica
- Google
- G. Books
- G. News
- G. Scholar
- Persée
- Qwant
- (zh) Baidu
- (ru) Yandex
- (wd) trouver des œuvres sur Wikidata

Il s'agit de muscles s'insérant sur l'Épicondyle latéral de l'humérus, ces muscles sont :
- Muscle extenseur ulnaire du carpe

- Muscle long extenseur radial du carpe
- Muscle court extenseur radial du carpe
- Muscle supinateur
- Muscle extenseur commun des doigts
- Muscle extenseur du petit doigt

Attention, il faut noter que le Muscle brachio-radial ne participe pas à ce tendon commun car il s'insère plus haut.